# جک اوبراین (بازیکن فوتبال)
جک اوبراین (انگلیسی: Jake O'Brien؛ زادهٔ ۱۵ مهٔ ۲۰۰۱) بازیکن فوتبال اهل جمهوری ایرلند است.
وی همچنین در تیم ملی فوتبال زیر ۲۱ سال جمهوری ایرلند بازی کرده‌است.